# Югославия на летних Олимпийских играх 1952
Югославия принимала участие в Летних Олимпийских играх 1952 года в Хельсинки (Финляндия) в седьмой раз за свою историю, и завоевала 1 золотую и 2 серебряные медали. Югославия не пропустила ни одной летней олимпиады с 1920 года.

## Медалисты
| Медаль  | Спортсмен | Вид спорта           | Дисциплина                               |
| ------- | --- | -------------------- | ---------------------------------------- |
| Золото  | Дуе Боначич Велимир Валента Мате Троянович Петар Шегвич | Академическая гребля | Мужчины, четвёрки распашные без рулевого |
| Серебро | Здравко-Чиро Ковачич Велько Бакашун Иво Штакула Бошко Вуксанович Ивица Куртини Ловро Радонич Здравко Ежич Юрай Амшел Владимир Ивкович Марко Браинович Драгослав Шиляк                                                                                                   | Водное поло          | Мужчины                                  |
| Серебро | Владимир Беара Душан Цветкович Тихомир Огнянов Владимир Фирм Ивица Хорват Томислав Црнкович Златко Чайковский Ратко Чолич Вуядин Бошков Бранко Зебец Славко Луштица Бранко Станкович Владимир Чонч Степан Бобек Бернард Вукас Милорад Дискич Райко Митич Здравко Райков | Футбол               | Мужчины                                  |

## Состав олимпийской сборной Югославии

### Парусный спорт
Спортсменов — 1
| Класс | Спортсмены   | Гонка | Гонка | Гонка | Гонка | Гонка | Гонка | Гонка | Очки | Место |
| Класс | Спортсмены   | 1     | 2     | 3     | 4     | 5     | 6     | 7     | Очки | Место |
| ----- | ------------ | ----- | ----- | ----- | ----- | ----- | ----- | ----- | ---- | ----- |
| Финн  | Карло Бауман | DNF   | 24    | 7     | 20    | 16    | 20    | DNF   | 1709 | 23    |